# Santa Brígida (Bahia)
Santa Brígida è un comune del Brasile nello Stato di Bahia, parte della mesoregione del Nordeste Baiano e della microregione di Jeremoabo.